# Kino kontrovers
Kino Kontrovers ist eine fortlaufende DVD-Kollektion, die seit 2004 von der deutschen Mediengesellschaft Legend Home Entertainment veröffentlicht wurde. Seit August 2011 wurde die Reihe über Bavaria Media veröffentlicht. Im Jahr 2014 wechselten die Rechte zu EuroVideo.

## Konzept
Zur ursprünglichen Filmreihe gehörten bis heute umstrittene Autorenfilme wie Die 120 Tage von Sodom oder deutsche Erstveröffentlichungen wie der Film Menschenfeind. Jedem Film lag ein Booklet bei, das in Form eines Essays Hintergründe, Interpretationen und Informationen zum Film und zur Motivation und Leben des Regisseurs gab. Auf den DVDs wurde umfangreiches Zusatzmaterial veröffentlicht, wie etwa der Soundtrack zu Ex Drummer, ein Audiokommentar von Alejandro Jodorowsky zu seinem Film Santa Sangre oder auch Kinoplakate und Making-ofs.
Mit der Übernahme durch Bavaria Media, einer Tochter von Bavaria Film, wurde das Konzept geändert. Die Marke ist im letzten Quartal 2011 wiederbelebt worden, zunächst mit der Neuveröffentlichung der Filmreihe, spätere Veröffentlichungen erstmals auch auf Blu-ray Disc. Bavaria Media will eng mit EuroVideo zusammenarbeiten. Erstes Projekt ist der Kinofilm Tyrannosaur – Eine Liebesgeschichte, ein Sozialdrama und Sundance-Gewinner von 2011, der von Kino Kontrovers am 13. Oktober 2011 in die Kinos gebracht wurde.
In der neuen Reihe, in welcher im Schnitt monatlich seit August 2011 neue Filme auf den Markt gebracht werden, werden die Filme in Mediabooks im Digipak-Format veröffentlicht. Zu jedem Film gibt es ein Booklet, ausgestattet mit Artwork, Interviews mit den Regisseuren sowie Infos zur Entstehungsgeschichte und zum Inhalt der Filme. Während die Titel 1–7 noch auf DVD erschienen sind, hat Kino Kontrovers mit der Veröffentlichung von Jagdszenen aus Niederbayern am 9. Februar 2012 damit begonnen, die Filme in Doppel-Mediabooks, sowohl mit der Ausführung auf Blu-ray Disc, als auch mit der Ausführung des Films auf DVD zu veröffentlichen.
Weitere neue Filme sind das Sozialdrama Code Blue der Niederländerin Urszula Antoniak, der Peter-Watkins-Klassiker Strafpark und der kontroverse Michael des Österreichers Markus Schleinzer, sowie der für die Schwulen- und Lesbenbewegung im deutschsprachigen Raum wichtige Dokumentarfilm Nicht der Homosexuelle ist pervers, sondern die Situation, in der er lebt Rosa von Praunheims. Über die Reihenfolge der Veröffentlichungen muss zunächst noch entschieden werden. Mit der Bekanntgabe der Teilnahme des schwarzkomödiantischen Sozialdramas God Bless America des Regisseurs und Komikers Bobcat Goldthwait am Fantasy Filmfest 2012 wurde auch auf der offiziellen Facebook-Präsenz bestätigt, dass die Reihenfolge der kommenden Filmerscheinungen geändert wurde.
Im Juni 2014 wurde auf der Facebook-Präsenz von Kino Kontrovers bestätigt, dass die Reihe komplett zu EuroVideo gewechselt ist.

## Titel

### Legend Home Entertainment-Reihe (2004–2010)
| #   | Deutscher Titel                                   | Originaltitel                                                    | Produktionsland            | Regie                | FSK       | Erscheinungsjahr | Erscheinungsdatum |
| --- | ------------------------------------------------- | ---------------------------------------------------------------- | -------------------------- | -------------------- | --------- | ---------------- | ----------------- |
| 1   | Menschenfeind                                     | Seul contre tous                                                 | Frankreich                 | Gaspar Noé           | 18        | 1998             | 5. Juli 2004      |
| 2   | Irreversibel                                      | Irréversible                                                     | Frankreich                 | Gaspar Noé           | 18        | 2002             | 5. Juli 2004      |
| 3   | A Hole in My Heart                                | Ett hål i mitt hjärta                                            | Schweden/Dänemark          | Lukas Moodysson      | 18        | 2004             | 20. Februar 2006  |
| 4   | Die 120 Tage von Sodom                            | Salò o le 120 giornate di Sodoma                                 | Italien                    | Pier Paolo Pasolini  | indiziert | 1975             | 11. Februar 2005  |
| 5   | Ken Park                                          | Ken Park                                                         | USA/Niederlande/Frankreich | Larry Clark          | 18        | 2002             | 21. Februar 2005  |
| 6   | Santa Sangre                                      | Santa sangre                                                     | Italien/Mexiko             | Alejandro Jodorowsky | 18        | 1989             | 22. Januar 2007   |
| 7   | Ex Drummer                                        | Ex Drummer                                                       | Belgien                    | Koen Mortier         | 16        | 2007             | 31. März 2008     |
| 8*  | Zoo                                               | Zoo                                                              | USA                        | Robinson Devor       | 16        | 2007             | 26. Mai 2008      |
| 9   | Ich bin neugierig (gelb) Ich bin neugierig (blau) | Jag är nyfiken – en film i gult Jag är nyfiken – en film i blått | Schweden                   | Vilgot Sjöman        | 16        | 1967 1968        | 23. April 2007    |
| 10* | Twentynine Palms                                  | Twentynine Palms                                                 | USA/Frankreich/Deutschland | Bruno Dumont         | 18        | 2003             | 12. November 2007 |

- Chronologisch ist Zoo der momentan letzte bzw. zehnte Teil der Reihe (Stand: 21. März 2010), wurde aber aus ungeklärten Gründen mit der Nummer acht versehen, denn eigentlich war Twentynine Palms der achte Film, der in der Kino Kontrovers-Reihe erschienen ist.

### Bavaria Film-Reihe (2011–2014)
| #   | Deutscher Titel                                                           | Originaltitel                                                             | Produktionsland            | Regie              | FSK       | Erscheinungsjahr | Erscheinungsdatum |
| --- | ------------------------------------------------------------------------- | ------------------------------------------------------------------------- | -------------------------- | ------------------ | --------- | ---------------- | ----------------- |
| 1   | Ex Drummer                                                                | Ex Drummer                                                                | Belgien                    | Koen Mortier       | 16        | 2007             | 27. Oktober 2011  |
| 2   | Zoo                                                                       | Zoo                                                                       | USA                        | Robinson Devor     | 16        | 2007             | 27. Oktober 2011  |
| 3   | A Hole in My Heart                                                        | Ett hål i mitt hjärta                                                     | Schweden/Dänemark          | Lukas Moodysson    | 18        | 2004             | 27. Oktober 2011  |
| 4   | Twentynine Palms                                                          | Twentynine Palms                                                          | USA/Frankreich/Deutschland | Bruno Dumont       | 18        | 2003             | 10. November 2011 |
| 5   | Ich bin neugierig (gelb) Ich bin neugierig (blau)                         | Jag är nyfiken – en film i gult Jag är nyfiken – en film i blått          | Schweden                   | Vilgot Sjöman      | 16        | 1967 1968        | 10. November 2011 |
| 6   | Antares – Studien der Liebe                                               | Antares                                                                   | Österreich                 | Götz Spielmann     | 16        | 2004             | 6. Dezember 2011  |
| 7   | Dog Bite Dog – Wie räudige Hunde                                          | 狗咬狗 Gǒu yǎo gǒu                                                        | Hongkong/Japan             | Cheang Pou-Soi     | 18        | 2006             | 6. Dezember 2011  |
| 8*  | Jagdszenen aus Niederbayern                                               | Jagdszenen aus Niederbayern                                               | Deutschland                | Peter Fleischmann  | 16        | 1969             | 9. Februar 2012   |
| 9*  | Tyrannosaur – Eine Liebesgeschichte                                       | Tyrannosaur                                                               | England                    | Paddy Considine    | 16        | 2011             | 8. März 2012      |
| 10* | Code Blue                                                                 | Code Blue                                                                 | Niederlande                | Urszula Antoniak   | 18        | 2011             | 5. April 2012     |
| 11  | Michael                                                                   | Michael                                                                   | Österreich                 | Markus Schleinzer  | 16        | 2011             | 14. Juni 2012     |
| 12* | Strafpark                                                                 | Punishment Park                                                           | USA                        | Peter Watkins      | 16        | 1971             | 12. Juli 2012     |
| 13* | We Need To Talk About Kevin                                               | We Need To Talk About Kevin                                               | England                    | Lynne Ramsay       | 16        | 2011             | 8. November 2012  |
| 14  | God Bless America                                                         | God Bless America                                                         | USA                        | Bobcat Goldthwait  | 16        | 2011             | 14. Februar 2013  |
| 15  | Nicht der Homosexuelle ist pervers, sondern die Situation, in der er lebt | Nicht der Homosexuelle ist pervers, sondern die Situation, in der er lebt | Deutschland                | Rosa von Praunheim | 16        | 1971             | 27. März 2014     |
| 16  | Salon Kitty                                                               | Salon Kitty                                                               | Italien / Deutschland      | Tinto Brass        | ungeprüft | 1976             | 14. November 2014 |

- Die Filme Jagdszenen aus Niederbayern (VÖ: 9. Februar 2012), Tyrannosaur – Eine Liebesgeschichte (VÖ: 8. März 2012) und Code Blue (VÖ: 5. April 2012) erschienen allesamt in einem Mediabook erstmals in Blu-ray-Disc- und DVD-Ausführung. Der Film Michael (VÖ: 14. Juni 2012) erschien wiederum nur als DVD-Ausführung. Ab Strafpark (VÖ: 12. Juli 2012) wurden die Filme separat als DVD und Blu-ray Disc veröffentlicht.

### EuroVideo-Reihe (2014–heute)
| #   | Deutscher Titel                                                               | Originaltitel                    | Produktionsland     | Regie               | FSK       | Erscheinungsjahr | Erscheinungsdatum  |
| --- | ----------------------------------------------------------------------------- | -------------------------------- | ------------------- | ------------------- | --------- | ---------------- | ------------------ |
| 17* | Die 120 Tage von Sodom                                                        | Salò o le 120 giornate di Sodoma | Italien             | Pier Paolo Pasolini | indiziert | 1975             | 13. November 2014  |
| 18* | Baise-moi (Fick mich!)                                                        | Baise-moi                        | Frankreich          | Virginie Despentes  | indiziert | 2000             | 15. März 2015      |
| 19* | Funny Games                                                                   | Funny Games                      | Österreich          | Michael Haneke      | 18        | 1997             | 25. Februar 2016   |
| 20* | Der freie Wille                                                               | Der freie Wille                  | Deutschland         | Matthias Glasner    | 16        | 2006             | 15. Juni 2017      |
| 21* | Playground                                                                    | Plac zabaw                       | Polen               | Bartosz M. Kowalski | 16        | 2016             | 9. Dezember 2018   |
| 22* | Wir – Der Sommer, als wir unsere Röcke hoben und die Welt gegen die Wand fuhr | Wij                              | Niederlande/Belgien | René Eller          | 18        | 2018             | 24. September 2019 |
| 23* | Animals – Wie wilde Tiere                                                     | Animals                          | Belgien             | Nabil Ben Yadir     | 18        | 2021             | 18. August 2022    |

* Die Nummerierung und äußere Gestaltung wird in Bezug auf die Bavaria Film-Reihe fortgeführt. Der Film Der freie Wille ist nur im Amaray Keepcase auf Doppel-DVD erschienen und nicht als Mediabook.

## Rezeption
Joachim Kurz von Arthouse-Filmportal kino-zeit.de beschrieb die ursprüngliche Reihe als Beschäftigung „mit den so genannten „Kellerkindern“ des Arthouse-Kinos, mit Filmen, die Grenzen des guten Geschmacks und Tabus durchbrechen, allerdings nicht aus einem diffusen Selbstzweck heraus, sondern als genau beobachtetes Abbild unserer Gesellschaft und unserer Umwelt.“ Martin Muhl von The Gap schrieb über die Fortsetzung: „Zu diskutieren sind diese Filme nicht nur wegen ihres Inhalts, sondern genauso als Filme und Werke mit starker Autoren-Handschrift. […] Hier kommen Kategorien ins Wanken und werden Hintergründe und Zusammenhänge ungewöhnlich wichtig.“ Im Anschluss rezipierte die Online-Seite der Zeitschrift die seit November 2011 veröffentlichten Titel, die sowohl „großartige Werke“, als auch „zähe Streifen“ umfasse.